# Prudencio Sáez Martínez
Prudencio Sáez Martínez, més conegut com a Pruden, és un exfutbolista valencià. Va nàixer a Benidorm el 21 d'abril de 1967. Ocupava la posició de davanter.

## Trajectòria
Va destacar al Rayo Vallecano, equip en el qual va militar entre 1990 i 1993. Les dues primeres campanyes van ser a Segona Divisió, on va marcar 11 gols en 38 partits. Després de l'ascens a la màxima categoria, el 1992, tan sols hi juga set partits amb els vallecans.
A la temporada 93/94 recalaria al CP Mérida, també a la Segona Divisió, on jugaria 18 partits i marcaria dos gols.